# Exocentrus madecassus
Exocentrus madecassus är en skalbaggsart som beskrevs av Leon Fairmaire 1880. Exocentrus madecassus ingår i släktet Exocentrus och familjen långhorningar.
Artens utbredningsområde är Madagaskar. Inga underarter finns listade i Catalogue of Life.